# Mid-American Conference
La Mid-American Conference (MAC) (español: Conferencia de Norteamérica Central) es una conferencia de la División I de la NCAA. La conferencia fue fundada en 1945, y tiene situada la base oficial en Cleveland, Ohio.

## Miembros

### Miembros actuales
| Logo | Institución                          | Localización             | Equipo                  | Tipo    | Año de unión |
| ---- | ------------------------------------ | ------------------------ | ----------------------- | ------- | ------------ |
|      | Universidad de Akron                 | Akron, Ohio              | Zips                    | Pública | 1992         |
|      | Universidad Estatal Ball             | Muncie, Indiana          | Cardinals               | Pública | 1973         |
|      | Universidad Estatal de Bowling Green | Bowling Green, Ohio      | Falcons                 | Pública | 1952         |
|      | Universidad de Búfalo                | Búfalo, Nueva York       | Bulls                   | Pública | 1998         |
|      | Universidad de Míchigan Central      | Mount Pleasant, Míchigan | Chippewas               | Pública | 1971         |
|      | Universidad de Míchigan Oriental     | Ypsilanti, Míchigan      | Eagles                  | Pública | 1971         |
|      | Universidad Estatal de Kent          | Kent, Ohio               | Golden Flashes          | Pública | 1951         |
|      | Universidad Miami                    | Oxford, Ohio             | RedHawks                | Pública | 1947         |
|      | Universidad del Norte de Illinois    | DeKalb, Illinois         | Huskies                 | Pública | 1975 1997    |
|      | Universidad de Ohio                  | Athens, Ohio             | Bobcats                 | Pública | 1946         |
|      | Universidad de Toledo                | Toledo, Ohio             | Rockets                 | Pública | 1950         |
|      | Universidad de Massachusetts Amherst | Amherst, Massachusetts   | Minutemen y Minutewomen | Pública | 2025         |
|      | Universidad de Míchigan Occidental   | Kalamazoo, Míchigan      | Broncos                 | Pública | 1947         |

### Miembros de Salida
| Logo | Institución                       | Localidad        | Afiliación | Equipo  | Año de salida | Conferencia de traslado                                     |
| ---- | --------------------------------- | ---------------- | ---------- | ------- | ------------- | ----------------------------------------------------------- |
|      | Universidad del Norte de Illinois | DeKalb, Illinois | Pública    | Huskies | 2026          | Horizon League (Fútbol americano: Mountain West Conference) |

### Miembros Asociados
| Institución                                       | Localización                   | Equipo             | Tipo    | Deporte(s)          | Conferencia Primaria                             | Año de Unión |
| ------------------------------------------------- | ------------------------------ | ------------------ | ------- | ------------------- | ------------------------------------------------ | ------------ |
| Universidad Estatal de Apalaches                  | Boone, Carolina del Norte      | Mountaineers       | Pública | Hockey sobre césped | Sun Belt Conference                              | 2017         |
| Universidad Bellarmine                            | Louisville, Kentucky           | Knights            | Privada | Hockey sobre césped | Atlantic Sun Conference                          | 2021         |
| Universidad de Bloomsburg de Pensilvania          | Bloomsburg, Pensilvania        | Huskies            | Pública | Lucha               | Pennsylvania State Athletic Conference (Div. II) | 2019         |
| Universidad Occidental de Pensilvania en Clarion  | Clarion, Pensilvania           | Golden Eagles      | Pública | Lucha               | Pennsylvania State Athletic Conference (Div. II) | 2019         |
| Universidad de Delaware                           | Newark, Delaware               | Fightin' Blue Hens | Pública | Remo femenino       | Conference USA                                   | 2025         |
| Universidad de Detroit Misericordia               | Detroit, Míchigan              | Titans             | Privada | Lacrosse femenino   | Horizon League                                   | 2020         |
| Universidad Occidental de Pensilvania en Edinboro | Edinboro, Pensilvania          | Fighting Scots     | Pública | Lucha               | Pennsylvania State Athletic Conference (Div. II) | 2019         |
| Universidad George Mason                          | Fairfax, Virginia              | Patriots           | Pública | Lucha               | Atlantic 10 Conference                           | 2019         |
| Universidad de High Point                         | High Point, Carolina del Norte | Panthers           | Privada | Remo femenino       | Big South Conference                             | 2025         |
| Universidad James Madison                         | Harrisonburg, Virginia         | Dukes              | Pública | Hockey sobre césped | Sun Belt Conference                              | 2024         |
| Universidad de Lock Haven de Pensilvania          | Lock Haven, Pensilvania        | Bald Eagles        | Pública | Lucha               | Pennsylvania State Athletic Conference (Div. II) | 2019         |
| Universidad Longwood                              | Farmville, Virginia            | Lancers            | Pública | Hockey sobre césped | Big South Conference                             | 2014         |
| Universidad Rider                                 | Lawrenceville, Nueva Jersey    | Broncs             | Privada | Lucha               | Metro Atlantic Athletic Conference               | 2019         |
| Universidad Robert Morris                         | Moon Township, Pensilvania     | Colonials          | Privada | Lacrosse femenino   | Horizon League                                   | 2020         |
| Universidad del Sur de Illinois Edwardsville      | Edwardsville, Illinois         | Cougars            | Pública | Lucha               | Ohio Valley Conference                           | 2018         |
| Universidad del Temple                            | Filadelfia, Pensilvania        | Owls               | Pública | Remo femenino       | American Athletic Conference                     | 2025         |
| Universidad de Illinois en Chicago                | Chicago, Illinois              | Flames             | Pública | Tenis masculino     | Missouri Valley Conference                       | 2023         |
| Universidad Estatal de Youngstown                 | Youngstown, Ohio               | Penguins           | Pública | Lacrosse femenino   | Horizon League                                   | 2020         |

1. ↑  La universidad está oficialmente autorizada como una institución "privately governed, state-assisted" (español: "gobernada de forma privada y asistida por el estado").
2. ↑  Como miembro del Sistema de Educación Superior de la Mancomunidad (inglés: Commonwealth System of Higher Education) de Pensilvania, Temple tiene un gobierno privado pero recibe financiación del estado.

### Antiguos miembros
| Institución                      | Localización                    | Equipo          | Tipo    | Año de unión | Año de salida | Conferencia actual                                            |
| -------------------------------- | ------------------------------- | --------------- | ------- | ------------ | ------------- | ------------------------------------------------------------- |
| Universidad Butler               | Indianápolis, Indiana           | Bulldogs        | Privada | 1946         | 1949          | Big East Conference                                           |
| Universidad de Cincinnati        | Cincinnati, Ohio                | Bearcats        | Pública | 1946         | 1953          | Big 12 Conference                                             |
| Universidad Marshall             | Huntington, Virginia Occidental | Thundering Herd | Pública | 1954 1997    | 1969 2005     | Sun Belt Conference                                           |
| Universidad Estatal Wayne        | Detroit, Míchigan               | Warriors        | Pública | 1946         | 1947          | Great Lakes Intercollegiate Athletic Conference (Division II) |
| Universidad Case Western Reserve | Cleveland, Ohio                 | Spartans        | Privada | 1946         | 1955          | University Athletic Association (Division III)                |